# Никтография
Никтогра́фия (от др.-греч. νύξ «ночь» и γράφω «пишу») — форма стенографии, созданная Чарльзом Латуиджем Доджсоном (более известным как Льюис Кэрролл) в 1891 году.
Запись ведётся с помощью никтографа (также изобретённого Кэрроллом) и использует систему из точек и штрихов с обязательной точкой в левом верхнем углу. Никтограф позволяет быстро записывать идеи или заметки в темноте.
Кэрролл изобрёл никтограф и никтографию, потому что он часто просыпался ночью с мыслями, которые необходимо было немедленно записать, но не хотел долго возиться с розжигом светильника, который сразу после записи пришлось бы погасить.
Устройство представляло собой карточку с сеткой из 16 квадратных отверстий (со стороной 1/4 дюйма ≈ 6 мм), через которые чертились придуманные Доджсоном символы. На следующий день текст переписывался в обычном виде.
Первоначально Доджсон назвал устройство «тифлографом» (от др.-греч. τυφλός «слепой»), но затем по предложению одного из товарищей переименовал его в «никтограф».